# Stallhagen
Stallhagen är en  stadsdel i det administrativa bostadsområdet Djäkneberget-Stallhagen i Västerås. Området är ett bostadsområde som ligger norr om Lögarängen.
I Stallhagen finns mest bostadshus, varav kan nämnas Villa Asea och flera före detta direktörsbostäder. Här ligger också Fridnässkolan,  Skepparbacksskolan och Länsstyrelsen i Västmanlands läns kansli. Området har under 2010-talet kompletterats med nya bostäder. Gamla fängelset byggdes om till lägenheter och gamla lasarettet från 1867 byggdes om till Slottsvillan med tio lägenheter 2016. Ett stort byggnadsprogram har genomförts i Slottsträdgården.
Området avgränsas av Vasastaden, Västra Ringvägen, Svartån mellan Våghusbron och järnvägsbron, järnvägen (Mälarbanan), Nedre Hyttvägen, Valhallagatan, Västmannagatan, Svantegatan och Västgötegatan.
Området gränsar i norr till Vasastaden, i öster till Centrum, i söder till Lögarängen och i väster till Stohagen och Annedal.